# Paracheilinus flavianalis
Paracheilinus flavianalis là một loài cá biển thuộc chi Paracheilinus trong họ Cá bàng chài. Loài này được mô tả lần đầu tiên vào năm 1999.

## Từ nguyên
Từ định danh được ghép bởi hai âm tiết trong tiếng Latinh: flavus (“màu vàng”) và analis (“ở hậu môn”), hàm ý đề cập đến màu vàng ở vây hậu môn của loài cá này (cả hai giới).

## Phân bố và môi trường sống
P. flavianalis được ghi nhận tại các nhóm đảo phía nam và phía đông Indonesia (phía tây phạm vi giới hạn đến đảo Bali), bao gồm cả đảo Timor, giới hạn phía nam đến quần đảo Ashmore và Cartier (tây bắc Úc), được tìm thấy ở độ sâu khoảng 6–35 m.

## Mô tả
Chiều dài chuẩn lớn nhất được ghi nhận ở P. flavianalis là 5,3 cm. Cá đực có màu đỏ cam, hơi vàng ở phần bụng, nhưng có màu vàng tươi toàn thân khi nước vào giai đoạn giao phối. Các dải sọc đỏ và xanh lam trên đầu và thân xếp theo kiểu B (sensu Allen và cộng sự (2016)). Vây lưng màu vàng nhạt đến cam với sọc xanh ở giữa, có thể đứt đoạn thành hàng đốm, trong giai đoạn sinh sản thì vây lưng mềm có thể trở nên trắng hoặc phớt xanh lam với dải viền xanh thẫm. Có khoảng 1–3 (thường là 1) tia vây lưng dạng sợi vươn dài, có màu đỏ tươi. Vây hậu môn màu vàng đến vàng cam với viền xanh óng, có một hàng đốm hoặc sọc xanh lam ở giữa vây. Vây đuôi màu vàng nâu đến xanh lục sẫm, có thể xỉn xanh lục với một dải xanh lam nằm ở khoảng 1/3 tính từ gốc, cũng có viền xanh óng ở rìa. Vây bụng màu vàng thuần đến cam phớt vàng, rìa trước viền xanh óng.
Số gai vây lưng: 9; Số tia vây lưng: 11; Số gai vây hậu môn: 3; Số tia vây hậu môn: 9; Số gai vây bụng: 1; Số tia vây bụng: 5.

## Phân loại
P. flavianalis nằm trong phức hợp của loài Paracheilinus mccoskeri, đặc trưng bởi vây đuôi bo tròn, và thường có một tia vây lưng vươn dài thành sợi ở cá đực (đôi khi có thêm 1–3 tia vươn dài).

## Lai tạp
P. flavianalis là đã lai tạp với Paracheilinus paineorum tại đảo Bali.